# ヘッドバンギング
ヘッドバンギング (英: head-banging) とは主にロック、ヘヴィメタル、パンク・ロック、ハードコア・パンクなどのギグ、ライヴコンサートで見られる共鳴的動作の一つ。リズムに合わせて、頭を激しく上下に振る動作である。しばしば略してヘドバンとも呼ばれる。

## 概要
「バンギング」(英: banging) とは「激しいビートを鳴らし続ける」ことを意味し、頭を激しく上下に振る動作としてヘッドバンギングに当てられた。ヘッドバンギングには秀逸なライヴパフォーマンスを行う演奏者に対する讃美と共鳴を表現する意味があり、エア・ギターやモッシュダイブ、ストーム、メロイック・サインなどと共に、興奮したオーディエンスに好まれる。ヘヴィメタルバンドはもちろんのこと、ヴィジュアル系バンドのライヴでもヘッドバンギングが見られる。
ヘッド・バンガーという言葉は、1969年のレッド・ツェッペリンの全米ツアーのころから使用されるようになったという説がある。
また、演奏者自身もパフォーマンスにしばしばヘッドバンギングを取り入れる。この場合軌跡が上下を描くだけでなく、右回転や左回転をたどることがある。時には4、5人の演奏者による一斉のヘッドバンギングが見られることもあり、ライヴコンサートにおける一種の見せ場ともなる。プロモーション・ビデオにおいてもしばしば散見される。ヘッドバンギング（head-banging）は日本語で表現される際、カナ表記にて「バンギング」の箇所を「バンキング」として記述されることがあるが、これは誤記である。「バンキング」をbankingとするなら、「銀行取引」、あるいは「盛り土」を意味する。

## 詳細/健康被害
実際のところ、ヘッドバンギングはかなり首や僧帽筋、腹筋に負担を与えるため、一度のライヴコンサートで激しい筋肉痛に襲われることは少なくない。また、演奏者自身もヘッドバンギングによってこうむる負担は大きく、その影響が骨に達する例もある。
エヴァネッセンスのギタリスト、テリー・バルサモが脳梗塞で倒れたのはヘッドバンギングが要因とも言われている。
スレイヤーのベース/ヴォーカルのトム・アラヤは近年ヘッドバンギングによる身体的なダメージに悩まされており、一時は引退かと騒がれた事があった。その後ステージではヘッドバンギングを控えている。
X JAPANのYOSHIKIはドラム演奏の最中の激しいヘッドバンギングにより首、頚椎を痛めており、頚椎椎間板ヘルニアや神経循環無力症などを相次いで発症。このため、回復後は首にコルセットを巻いてドラムを叩いていた。2009年にヘルニアをさらに悪化させ、椎間孔切除の手術を受けた。第5番-6番頚椎の間を広げるこの手術は成功したものの、ほかの頚椎間や腰にも損傷が判明したため、3年以内に再手術が必要であると医師から宣告された。2016年にはそれらの症状が悪化し、手や腕に麻痺・強度の痺れが現れたため翌2017年に頚椎人工椎間板置換の手術を受けた。このとき、主治医は「まるで引退を余儀なくされたラグビー選手のような強烈なダメージの受け方」と症状を伝えた。
Acid Black Cherryとして活動中だったyasu（元Janne Da Arc）は、長年歌唱しながらヘドバンをしていたが、2017年8月、頚椎損傷やそれに起因する身体各所への痛みなど、複合的な症状の併発のため活動休止を発表し、また体調不良の原因として「ヘドバンをした後のケアを怠ったため」と公式サイトにてコメントを発表した。